# Bland drakar och dragqueens

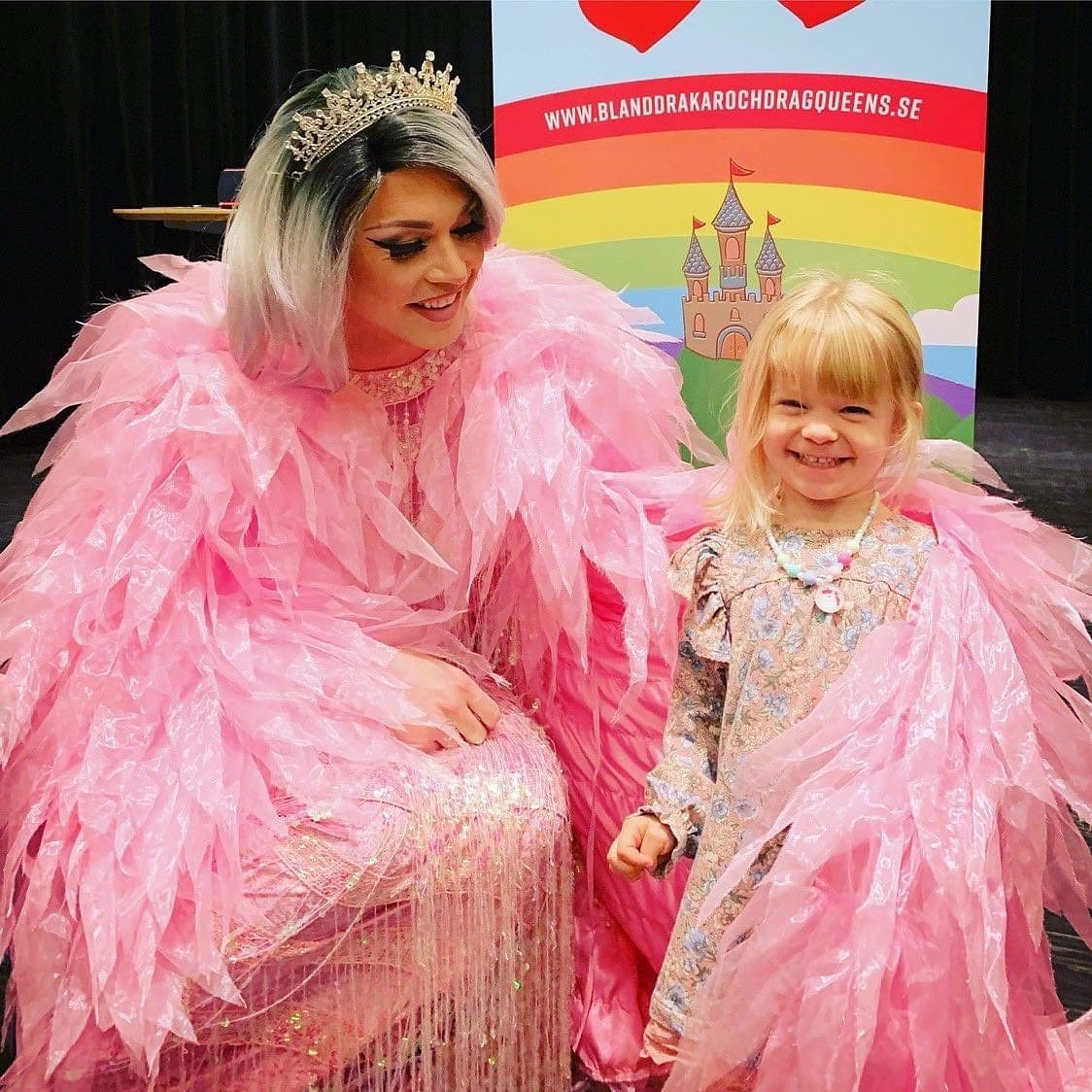
Tant Henrik i Bland drakar och dragqueens på Vallentuna kulturhus 2021.

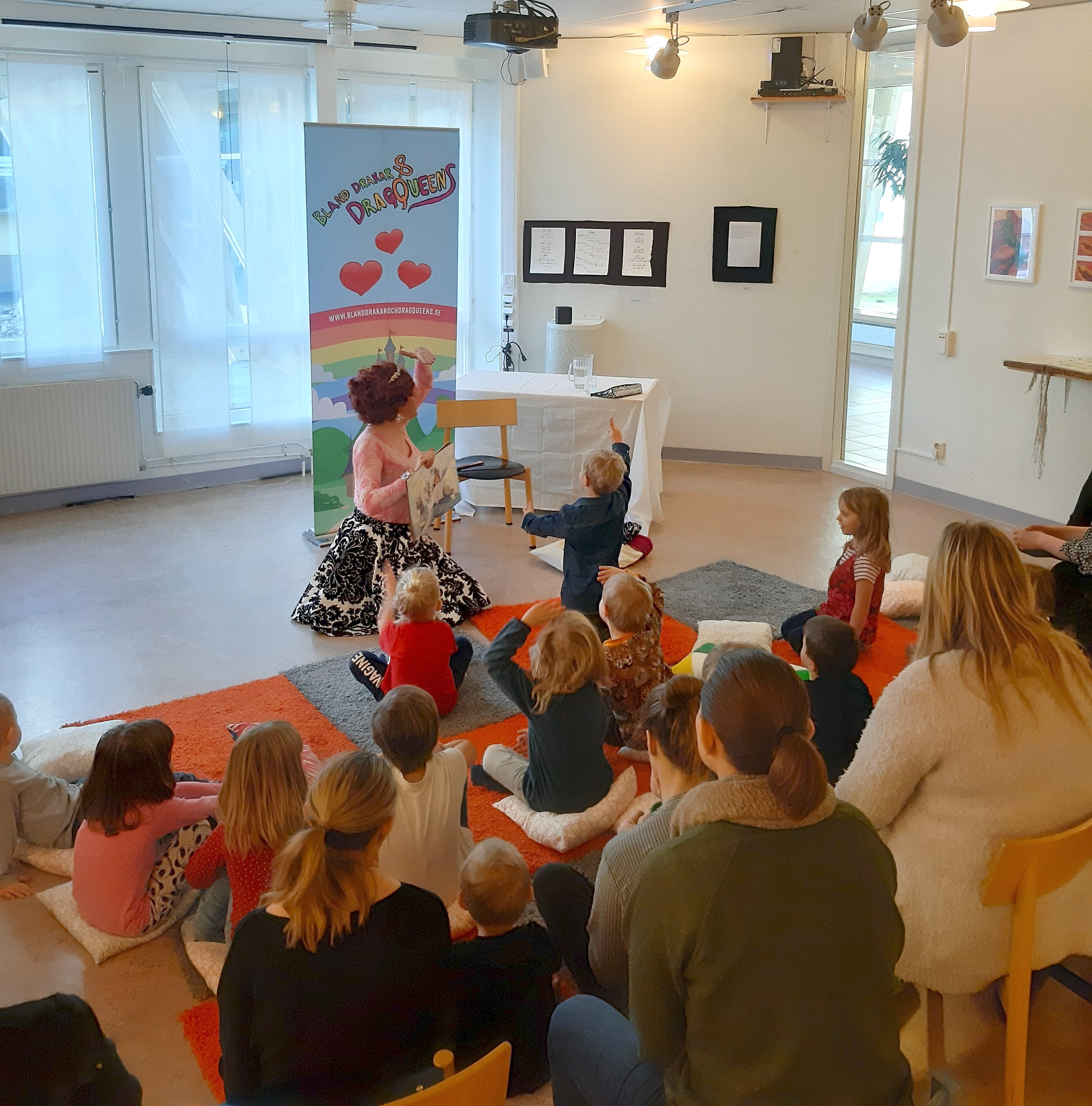
Inga Tvivel på Nordmalings bibliotek 2020.

Bland drakar och dragqueens är ett svenskt dragshowteatersällskap som håller sagostunder och föreställningar för barn och unga. Det grundades i Sverige 2017 av den svenske regissören Petter Wallenberg, med premiär på Stockholms stadsbibliotek och har sedan dess turnerat Sverige.
Verksamheten är inte en del av den amerikanska drag queen story hour-rörelsen eller dess lokala skånska kapitel, som kritiserats av lokalpolitiker i Sverige. De uppträder på bibliotek, teatrar och förskolor. Ensemblen består av de tre artisterna Inga Tvivel, Björta och Tant Henrik och kommer bland annat från Kungliga Operan och Stadsteatern.
Teatersällskapet har även utvecklat och framfört en egen musikal som uppfördes på Konserthuset Stockholm vintern och hösten 2022 och har även gästspelat i USA och Finland.
Bland drakar och dragqueens mottog 2020 års Pelle Svanslös Våga vara snäll-pris och nominerades i kategorin ”Keep up the good work” på QX Gaygalan 2021.
För sitt arbete med Bland drakar och dragqueens utnämndes Petter Wallenberg till Årets folkbildare 2022 av Stockholms stad.